# Illés György (operatőr)
Illés György (Eger, 1914. november 2. – Budapest, 2006. június 12.) kétszeres Kossuth-díjas magyar operatőr, filmpedagógus („Papi”), a hatvanas évek magyar filmjei képi világának egyik megújítója.

## Pályakép
Illés Móric (1883–1944) szabómester és Sterk Berta (1885–1960) fia. Még a némafilmes korszakban kezdődött a mozi iránti rajongása. Miután családja Pestre költözött, a Könyves Kálmán körúton beinduló Magyar Filmirodába ment világosítónak. 1944-ben munkaszolgálatra vitték, majd a mauthauseni koncentrációs táborba került, ahol 1945 májusában az amerikai csapatok szabadították fel. 1946-tól operatőr, először híradós és dokumentumfilmesként a Mafirt, majd 1949-től játékfilm-operatőrré avanzsálva a Mafilm csapatában. A Színház- és Filmművészeti Főiskolán 1949-től tanszékvezető, egyetemi tanár, egy ideig rektorhelyettes, 1990–91 között pedig rektorként vezette a magyarországi operatőrképzést.
Több mint száz nagyjátékfilm mellett forgatott természet- és dokumentumfilmeket is, olyan nagyszerű hazai mesterekkel dolgozva együtt, mint Fábri Zoltán, Máriássy Félix, Makk Károly, Várkonyi Zoltán, Kovács András vagy Herskó János.
A Budapesti tavasz, a Ház a sziklák alatt, valamint az Isten hozta, őrnagy úr! fényképezésével stílust teremtett. Illés Györgyöt a valósághű filmfényképezés gyakorlati hazai normáinak kidolgozójának, a realista filmkép mesterének tartják. A hazai film történetében korszakos jelentőségűt alkotott. Operatőri munkájában kiemelten kezelte az emberi arcot, a színész arcát, a közeli arcfelvételeket (premier plán}.
1990-től a Magyar Operatőrök Társaságának elnöke, 1993-tól a Duna Televízió igazgatóságának tagja, 1995-től a Magyar Film- és Tévéművészek Szövetségének elnöke volt. Megalapítója volt a HSC-nek. (Magyar Operatőrök Társasága)

## Filmjei
- Szabóné (1949)
- Felszabadult föld (1950)
- Tűzkeresztség (1950)
- Civil a pályán (1951)
- Vihar (1951)
- Kiskrajcár (1953)
- Ifjú szívvel (1953)
- Fel a fejjel (1954)
- Budapesti tavasz (1955)
- Az élet hídja (1955)
- A kilences kórterem (1955)
- Ünnepi vacsora (1956)
- Az eltüsszentett birodalom (1956)
- A tettes ismeretlen (1957)
- Szent Péter esernyője (1958)
- Ház a sziklák alatt (1958)
- Álmatlan évek (1959)
- Szegény gazdagok (1959)
- Fűre lépni szabad (1960)
- Kálvária (1960)
- Hosszú az út hazáig (1960)
- Nem ér a nevem (1961)
- Megöltek egy leányt (1961)
- Megszállottak (1962)
- Pirosbetűs hétköznapok (1962)
- Párbeszéd (1963)
- Pacsirta (1963)
- Karambol (1964)
- Mit csinált felséged 3-tól 5-ig? (1964)
- Húsz óra (1965)
- Szerelmes biciklisták (1965)
- Utószezon (1966)
- Minden kezdet nehéz I–II. – rendhagyó magyar film (1966)
- Aranysárkány (1966)
- A Pál utcai fiúk (1968)
- Falak (1968)
- Imposztorok (1969)
- Isten hozta, őrnagy úr! (1969)
- Az oroszlán ugrani készül (1969)
- Utazás a koponyám körül (1970)
- Szemtől szembe (1970)
- Én vagyok Jeromos (1970)
- Hangyaboly (1971)
- Plusz-mínusz egy nap (1972)
- Harminckét nevem volt (1972)
- A magyar ugaron (1972)
- Hét tonna dollár (1973)
- 141 perc a befejezetlen mondatból (1975)
- A Pendragon legenda (1974)
- Legenda a nyúlpaprikásról (1975)
- Tűzgömbök (1975)
- Az ötödik pecsét (1976)
- Fekete gyémántok I–II. (1976)
- Legato (1977)
- Magyarok (1977)
- Hatholdas rózsakert (1978)
- Csillag a máglyán (1979)
- Fábián Bálint találkozása Istennel (1980)
- Requiem (1981)
- Ideiglenes paradicsom (1981)
- Rohanj velem! (1982)
- Gyertek el a névnapomra (1983)
- Az elvarázsolt dollár (1985)
- Szeleburdi vakáció (1987)
- Nyitott ablak (1988)
- Emberrabló lányok (1989)
- Retúr (1996)

## Díjai, elismerései
- Kossuth-díj (1950, 1973)
- Nemzetközi Lenin-békedíj (1951)
- A Pécsi Játékfilmszemle operatőri díja (1965, 1967, 1969)
- Kiváló művész (1967)
- Oscar-díj jelölés (1969)
- Filmkritikusok díja (1975)
- Belgrádi Filmfesztivál operatőri díja (1981)
- A Magyar Köztársasági Érdemrend középkeresztje (1993)
- A Magyar Filmszemle életműdíja (1994)
- MSZOSZ-díj (1995)
- Magyar Filmkritikusok operatőri díja (2000)
- Budapest díszpolgára (2001)
- Magyar Örökség díj (2001)
- Kölcsey Ferenc Millenniumi Díj (2001)
- Magyar Mozgókép Mestere (2004)
- A Magyar Köztársasági Érdemrend középkeresztje a csillaggal (2004)